# 2694 Pino Torinese
2694 Pino Torinese (1979 QL1) là một tiểu hành tinh vành đai chính được phát hiện ngày 22 tháng 8 năm 1979 bởi C.-I. Lagerkvist ở La Silla.